# Gefahrengruppe

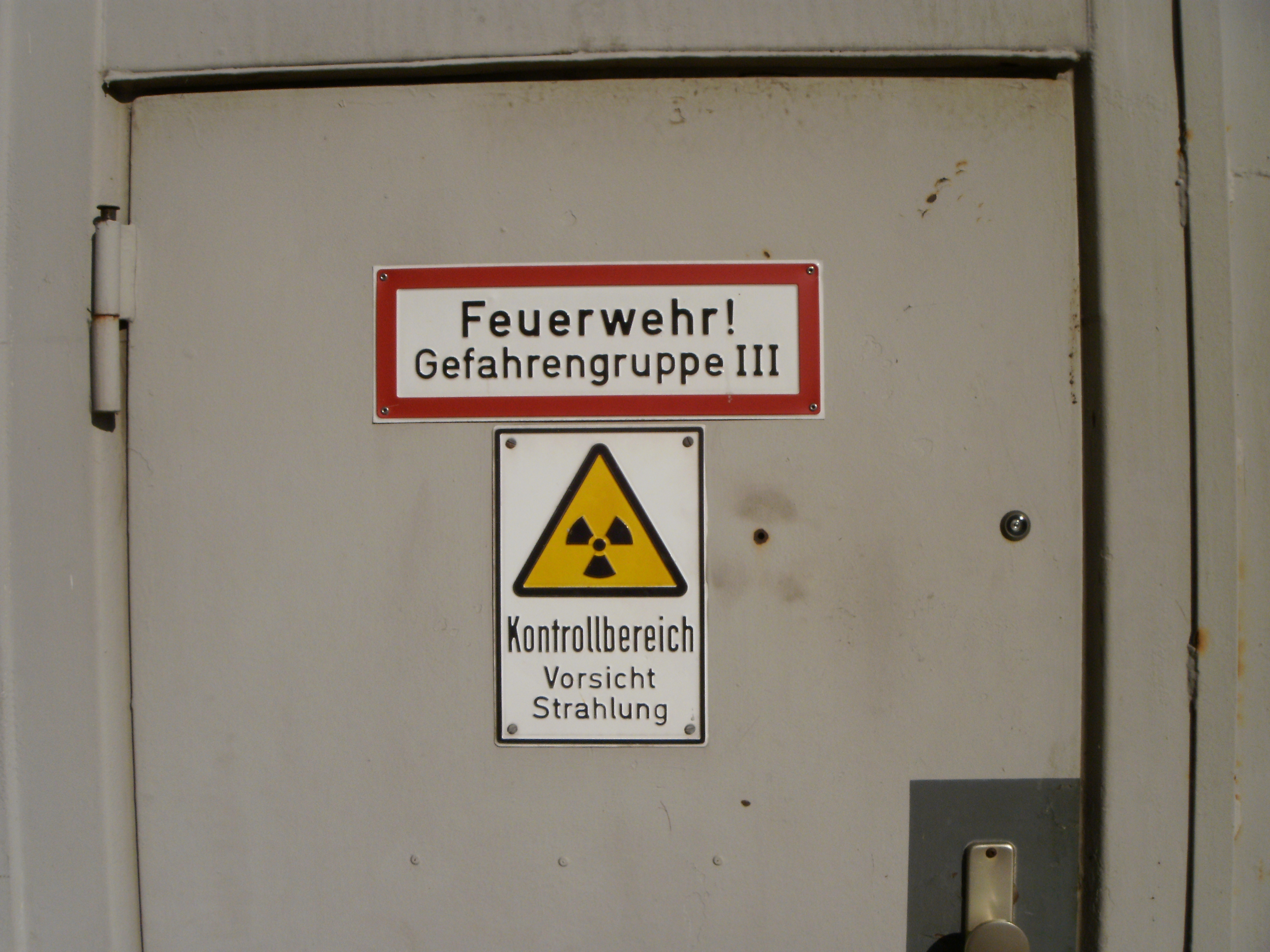
Kennzeichnung der Gefahrengruppe IIIA in Kombination mit der Beschilderung eines radioaktiven Kontrollbereichs an der Außentür eines Reaktorgebäudes des ehemaligen Kernkraftwerks Greifswald.

Gefahrengruppen sind Kategorien von radioaktiven, biologischen oder chemischen Stoffen. Sie dienen Einsatzkräften im ABC-Einsatz in erster Linie zur Bestimmung der erforderlichen Schutzausrüstung und der zu treffenden Dekontaminationsmaßnahmen. Sie werden von der örtlichen Genehmigungsbehörde in Abstimmung mit den Einsatzplanern der Einsatzkräfte, in der Regel der Feuerwehr, festgelegt und die Beschilderung dann an Eingängen zu den entsprechenden Bereichen angebracht. Die Einteilung erfolgt in die drei Stufen I, II und III, wobei I die ungefährlichste und III die gefährlichste Gefahrengruppe ist.

## Einteilung nach Art des Gefahrstoffs

### Radioaktive Stoffe
Als Grundlage für die Einteilung der Gefahrengruppen im radioaktiven Bereich wird die Aktivität der Stoffe herangezogen, mit denen in der Anlage umgegangen wird. Die genaue Einteilung kann, wie auch für die anderen hier genannten Einstufungen, in der FwDV 500 nachgelesen werden.

Gefahrengruppe I
Gefahrengruppe II
Gefahrengruppe III

### Biologische Stoffe
Bereiche mit biologischen Gefahren werden anhand der verwendeten Biologischen Arbeitsstoffe (z. B. Bakterien) eingruppiert. Die Biostoffverordnung teilt sie in vier verschiedene Risikogruppen ein, dementsprechend erfolgen Tätigkeiten in Bio-Laboren in vier verschiedenen Schutzstufen. Die Risikogruppen werden auch als Grundlage für die Klassifizierung der Gefahrengruppe verwendet. Dabei gilt:
- Gefahrengruppe IB entspricht der Sicherheits-/ Schutzstufe oder Risikogruppe 1
- Gefahrengruppe IIB entspricht der Sicherheits-/ Schutzstufe oder Risikogruppe 2 und 3**
- Gefahrengruppe IIIB entspricht der Sicherheits-/ Schutzstufe oder Risikogruppe 3 und 4

In die Risikogruppe 3** fallen Stoffe, die anhand der Gefährlichkeit in Risikogruppe 3 eingeteilt werden müssen, allerdings nicht über die Luft übertragen werden können (z. B. HIV).
Die Einstufung in die Risikogruppen erfolgt nach der EU-Richtlinie 2000/54/EG.

### Chemische Stoffe
Da chemische Stoffe sehr unterschiedliche gefährliche Eigenschaften besitzen können, die häufig auch bei einem einzigen Stoff in Kombination anzutreffen sind. Von den Stoffen können neben den Gefahren durch Inkorporation, Kontamination und gefährliche Einwirkung von außen außerdem Gefahren durch Entzündung, Brandausbreitung und Explosion sowie für die Umwelt ausgehen. Es ist deshalb bei C-Gefahrstoffen von ganz besonderer Bedeutung, den Stoff zu identifizieren und damit die spezifischen Gefahren abzuschätzen. Nur so können die notwendigen, zum Teil sehr speziellen Abwehrmaßnahmen getroffen werden. Damit gewinnen Informationssysteme und sachkundige Stellen bei C-Gefahrstoffen eine besondere Bedeutung. Die umfangreiche Anwendung von C-Gefahrstoffen gestaltet eine Zuordnung potentieller Einsatzbereiche zu Gefahrengruppen sehr schwierig. Die Gefährdung der Einsatzkräfte hängt von einer Vielzahl von Faktoren ab, die erst aufgrund des aktuellen Ereignisses zu erkunden und abschließend zu beurteilen sind.

## Folgen aus der Einstufung

### Gefahrengruppe I
In Bereichen der Gefahrengruppe I dürfen Einsatzkräfte ohne spezielle Zusatzausrüstung, also beispielsweise Messgeräte oder Chemikalienschutzanzüge, tätig werden. Allerdings sollte ein umluftunabhängiges Atemschutzgerät getragen werden, um eine Inkorporation zu verhindern. Auch die Einrichtung eines Dekontaminationsplatzes ist nicht unbedingt erforderlich.

### Gefahrengruppe II
Bereiche der Gefahrengruppe II dürfen nur mit Sonderausrüstung betreten werden. Dazu zählen einerseits die ABC-Schutzkleidung in der entsprechenden Körperschutzform (siehe Abschnitt Weblinks), andererseits die mitgeführten Messgeräte. Auch ist der Aufbau des Dekontaminationsplatzes ab Einsätzen der Gefahrengruppe II obligatorisch, dieser muss dann 15 Minuten nach Anschließen des ersten Pressluftatmers betriebsbereit sein.
Im A-Einsatz werden dann u. a. folgende Messgeräte eingesetzt: OSL-Dosimeter, Filmdosimeter, Dosismessgerät, Dosisleistungsmessgerät, Dosiswarngerät und Kontaminationsnachweisgerät.

### Gefahrengruppe III
Einsätze im Bereich der Gefahrengruppe III erfordern identische Maßnahmen wie bei der Gefahrengruppe II, zusätzlich muss eine fachkundige Person anwesend sein, bevor die Einsatzstelle betreten werden darf. Eine Ausnahme bildet die Menschenrettung. In den drei folgenden Fällen darf allerdings auch eine Menschenrettung ohne die Anwesenheit einer fachkundigen Person nicht durchgeführt werden:
- Bereiche der Gefahrengruppe IIIA, in denen mit Kernbrennstoffen umgegangen wird.
- Bereiche der Gefahrengruppe IIIB, die in Risikogruppe 4 eingestuft sind.
- Bereiche der Gefahrengruppe IIIC, bei denen es sich um militärische Anlagen mit Munition oder chemischen Kampfstoffen handelt.[4]

### Sonderfälle
Trotz der Einteilung in die Gefahrengruppen und der sich daraus ergebenden erforderlichen Schutzkleidung wird der ABC-Einsatz in zwei Fällen in der einfachsten Form der ABC-Schutzkleidung, der Körperschutzform 1 (normale Feuerschutzkleidung in Kombination mit einer Kopfhaube), durchgeführt. Diese sind:
- Brand im betroffenen Objekt: die ABC-Schutzkleidung hat keine thermische Beständigkeit, weswegen die genannte Bekleidung getragen wird.
- Unaufschiebbare Menschenrettung: Das Anlegen der entsprechenden Overalls würde zu lange dauern, weswegen zum Zweck der Menschenrettung eine gewisse Kontamination der Einsatzkräfte in Kauf genommen wird.

## Weitere Nutzung der Einstufung nach Gefahrengruppen
Da die Einstufung in Gefahrengruppen ein klares System darstellt, wird es auch für andere Bereiche verwendet, in denen das Einsatzobjekt keine bauliche Anlage darstellt:
- Einsätze mit Transportunfällen werden wie Gefahrengruppe II behandelt, bis nähere Erkundungsergebnisse zur Verfügung stehen.
- Terroristische Anschläge mit ABC-Waffen werden wie Gefahrengruppe III behandelt.